# ویلیام شاباس
ویلیام آنتونی شاباس (انگلیسی: William Anthony Schabas؛ زادهٔ ۱۹ نوامبر ۱۹۵۰) یک آکادمیسین اهل کانادا است. وی استاد حقوق بین‌الملل در دانشگاه‌های انگلستان و هلند و از صاحب‌نظران در مورد نسل‌کشی است. وی کتاب‌های متعددی در مورد حقوق بین‌الملل و حقوق بشر منتشر کرده است که یکی از آنها «نسل‌کشی در حقوق بین‌الملل: بزرگترین جنایت» نام دارد.